# 塞舌爾貓頭鷹
塞舌爾貓頭鷹（學名Otus insularis），又名裸腿角鸮。是塞舌爾馬埃島的一種角鴞。

## 特徵
塞舌爾貓頭鷹長19-22厘米，雙翼長17厘米。它們呈銹褐色及有黑斑。下身及面部呈赤褐色，長是灰色及沒有羽毛。眼睛很大及呈金黃色。耳朵非常細小。它們主要吃壁虎、樹蟾及昆蟲。

## 保育狀況
塞舌爾貓頭鷹最初分佈在塞舌爾的馬埃島、普拉蘭島及西盧埃特島（Silhouette Island）。山區雲林的消失及入侵物種令它們的數量大幅下降，並於1906年估計已經滅絕。於1959年，在馬埃島海拔200米的山區雲林再次發現它們的蹤跡；而到了1999年則發現它們的鳥巢。於2000年透過紅外線相機拍到雌鳥與其雛鳥。由於缺乏資料，故它們長久被認為處於極危。由於保育工作的推行，於2002年估計它們的數量回升至318隻，分佈在面積約33平方公里的地方。於2004年它們被列為瀕危物種。因在2020年的統計中，數目再次下降至200-280隻，因此被提升至極危級別。

## 外部連結
- BirdLife Species Factsheet. （页面存档备份，存于）
- ARKive